# Alkaff Bridge
Die Alkaff Bridge ist eine Stahl- und Fußgängerbrücke über den Singapore River in Singapur. Sie liegt im Planungsgebiet Singapore River und verbindet Robertson Quay mit Alkaff Quay. Sie wurde 1997–1999 gebaut und ist einer der drei Fußgängerbrücken, welche die bequeme Erreichbarkeit der beiden Flussufer für Fußgänger erleichtern sollten. Die Stahlkonstruktion ist 57 Meter lang.
2004 startete die philippinische Künstlerin und Malerin Pacita Abad mit ihrem Team das Projekt „Art Bridge“. Sie bemalte die gesamte Stahlkonstruktion der Brücke mit 900 Litern Farbe in 55 Farbtönen mit 2350 bunten Kreisen.